# St. Afra (Theinselberg)

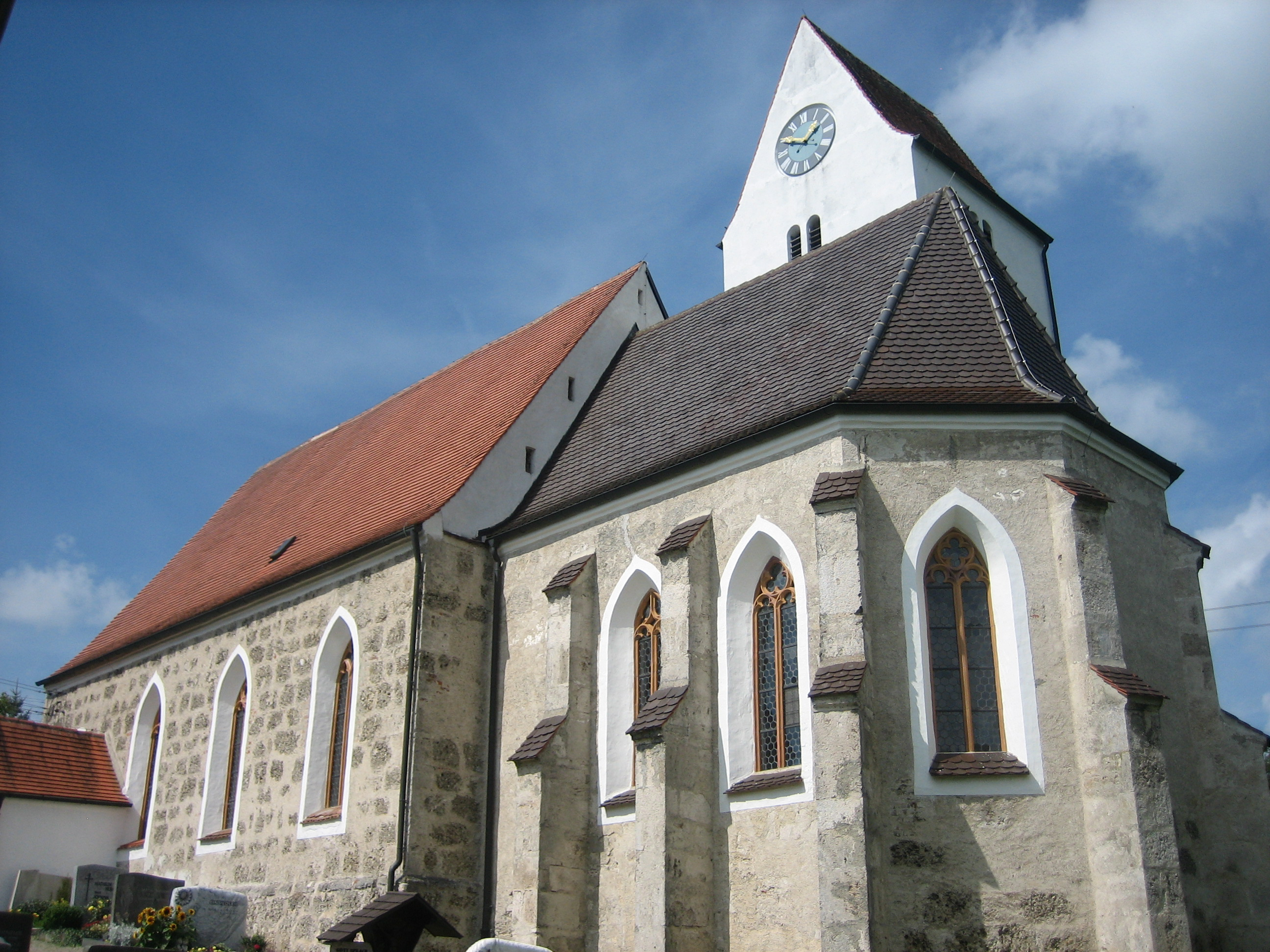
Ev.-Ref. Pfarrkirche in Theinselberg

Die evangelisch-reformierte Kirche auf dem schwäbischen Theinselberg, ist eine von zwei Kirchen der evangelisch-reformierten Kirchengemeinden in der Gemeinde Lachen im Landkreis Unterallgäu. Der Name St. Afra ist aus historischer Zeit als die Kirche noch katholisch war. 

## Lage
Die Kirche steht auf einer Erhöhung des oberschwäbischen Ortes Theinselberg in unmittelbarer Nähe eines Burgstalles. Die Pfarrkirche ist geostet und steht unter Denkmalschutz.

## Geschichte

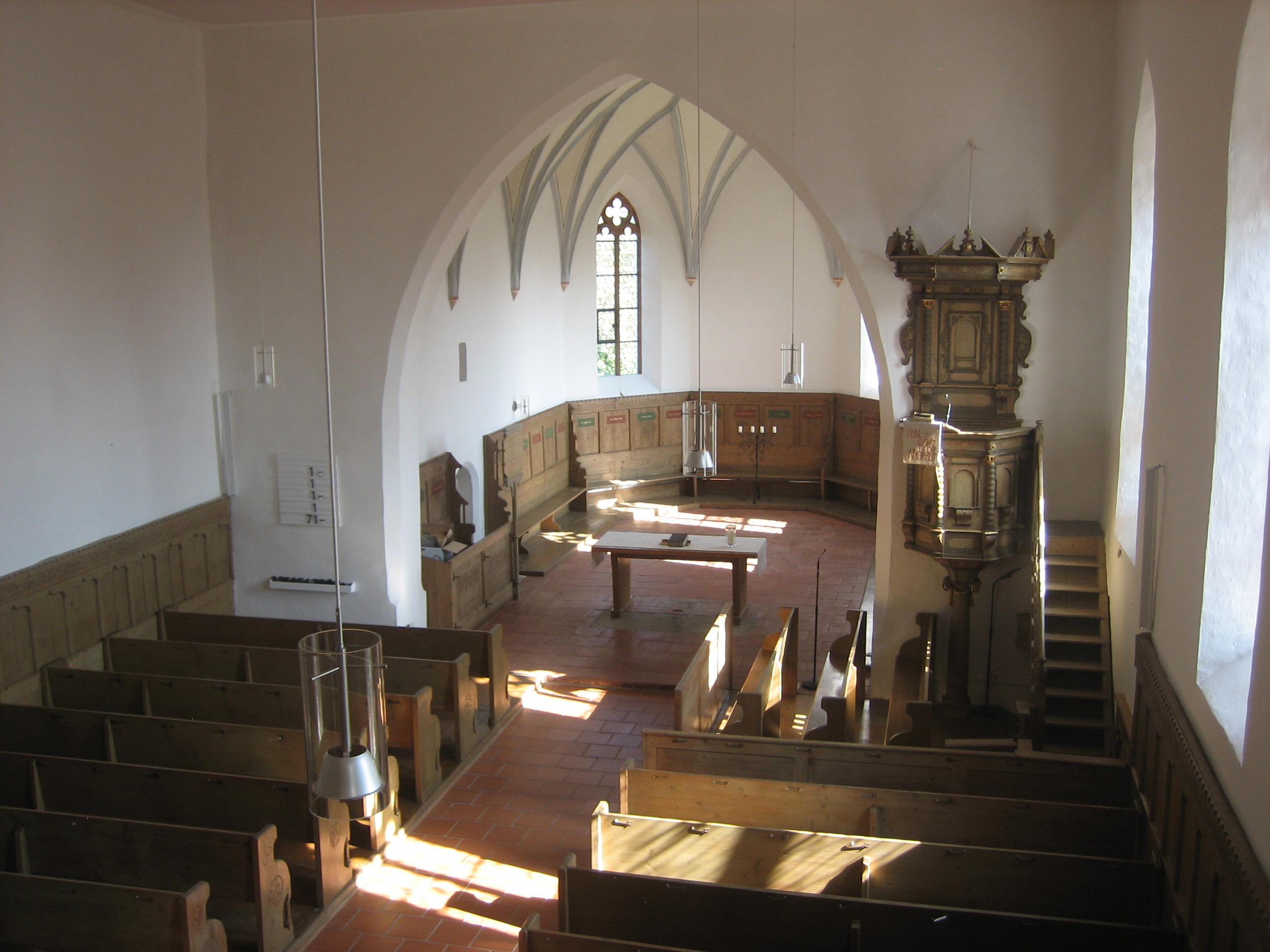
Innenansicht der Pfarrkirche

Eine erste Pfarrkirche des Patroziniums St. Afra ist aus dem Jahre 1167 durch eine Reliquienschenkung des Klosters Ottobeuren überliefert. Der heute bestehende aus Nagelfluhquadern errichtete Bau entstand 1484. In den Jahren 1558 und 1559 führte Philipp von Pappenheim den reformierten Glauben nach Zwingli in seinen Territorien und damit auch in Theinselberg ein. In den Wirren des Dreißigjährigen Krieges wurde die Pfarrkirche verwüstet. Im Jahr 1649 fand eine Restaurierung statt. Diese Restaurierung wurde durch mehrere Schweizer Städte finanziell unterstützt. Im Anschluss an den Dreißigjährigen Krieg diente die Kirche als Simultankirche sowohl den Katholiken als auch den Reformierten Gläubigen. Im Jahre 1707 ging die Kirche endgültig in das Eigentum der evangelisch-reformierten Gemeinde über. Sie ist heute eine von zwei Kirchen der Evangelisch-reformierten Kirchengemeinde Herbishofen.
Für die katholische Gemeinde errichtete Simpert Kraemer 1713–1715 nach Plänen von Christoph Vogt eine eigene Kirche; 1723 kam das Langhaus dazu. Diese Kirche ist 1746 abgebrannt, die Pfarrei errichtete 1746/47 daraufhin ihre neue Kirche im Ort Lachen.

## Baubeschreibung
Die Kirche besteht aus einem eingezogenen Chor mit Netzrippengewölbe auf schlichten Pyramidenkonsolen. Er besitzt zwei Joche und einen 5/8-Schluss. Die Maßwerkfenster besitzen einen gotischen Spitzbogen und teilweise erneuertes Maßwerk. Das Ostfenster des Chores ist vermauert. Das äußere besitzt schlichte Strebepfeiler mit einem Wasserschlag. Der Chorbogen ist spitz mit abgefasten Kanten. Das flachgedeckte Langhaus besitzt vier Fensterachsen. In der westlichen Achse beidseitig rundbogige Fenster, ansonsten befinden sich nur auf der Südseite spitzbogige Fenster mit Maßwerk, welches ebenfalls teilweise erneuert wurde.
Der Turm befindet sich im nördlichen Chorwinkel. Der in der Tradition der gotischen, schwäbischen Dorfkirchen stehende Kirchturm besitzt ein Satteldach. Die Nordseite besitzt im Obergeschoss dreiteilige, im Süden zweiteilige Klangarkaden. Das Untergeschoss des Turmes besitzt ein Kreuzrippengewölbe, wovon eine Rippe abgeschlagen wurde. Das im Süden sich befindliche Vorzeichen wurde nachträglich angefügt. Es besitzt ein Satteldach und einen rundbogigen Eingang mit abgeschrägtem Gewände. Das Kirchenportal ist spitzbogig mit abgeschrägten Gewände.
Das Innere wird geprägt durch ein Kreuzgratgewölbe und in den Seitenwänden durch rundbogige Blendnischen. Die Orgel befindet sich auf der Westempore.

## Ausstattung

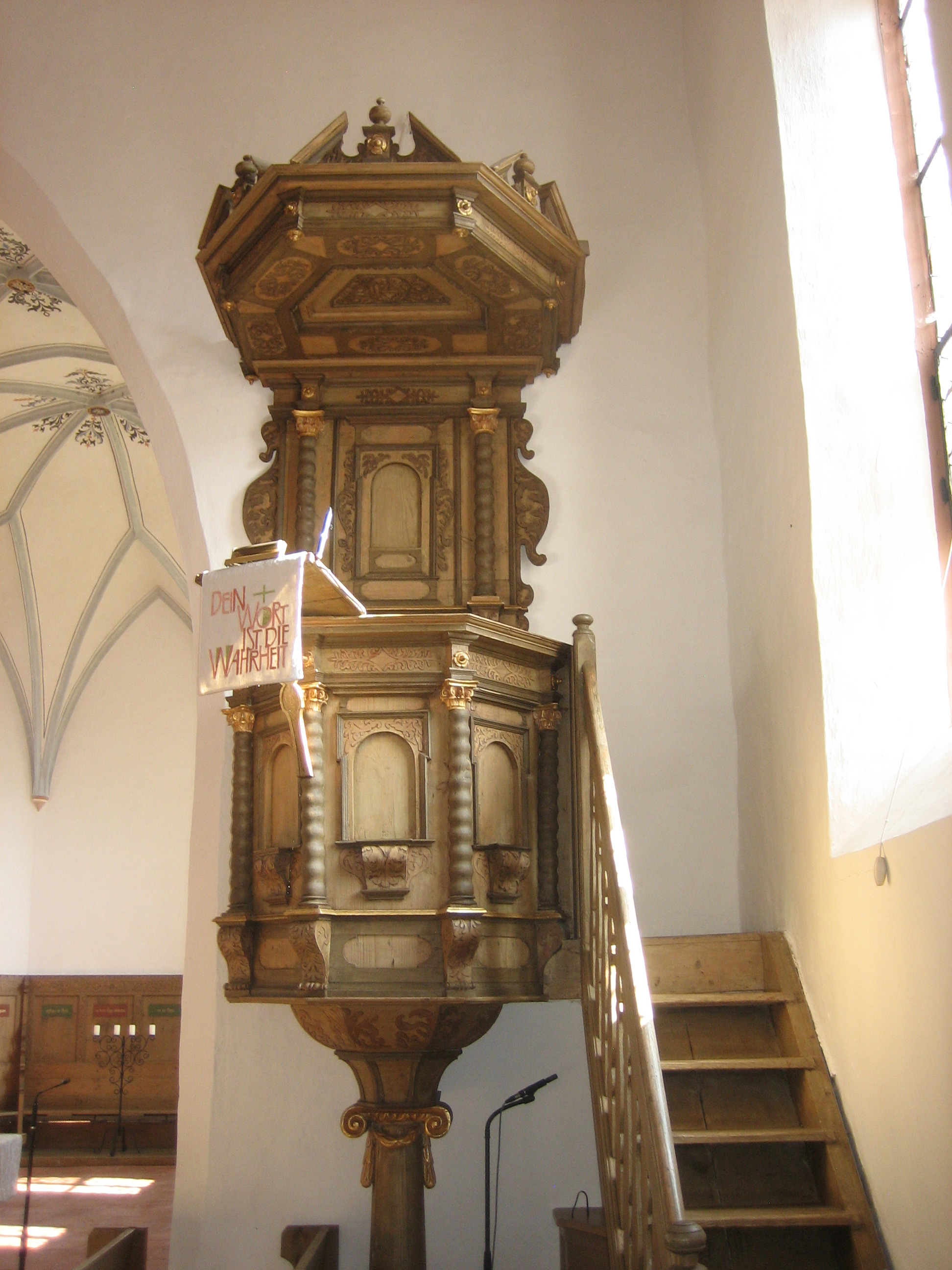
Kanzel

Die Pfarrkirche hat eine schlichte Ausstattung wie diese für die evangelisch-reformierten Kirchen üblich ist. Der größte Teil der Ausstattung ist neugotischen Stils. Die Kanzel wurde um 1700 aus Holz gefertigt, wobei die Maserung aufgemalt wurde. Auf einer ionischen Säule ist der polygonale Korb aufgesetzt. Dieser ist durch gedrehte Säulen gegliedert. Die Felder sind durch flache Blendnischen und Kröpfrahmen verziert. Die Rückwand besitzt dieselbe Gliederung. Zwischen den Voluten des Schalldeckels sind gesprengte Giebel zu sehen. An der Kanzel ist zudem ein Blattwerkdekor in Flachschnitzerei und Laubsägearbeit zu sehen. Die Grabplatte im Altarraum ist im Jahre 1898 eingelassen worden. Das schlichte Chorgestühl umfasst den kompletten Chorraum. Lediglich zum Ausgang zur Sakristei wurde ein Stuhl ausgelassen. An den Rücklehnen steht in goldenen Lettern das reformierte Glaubensbekenntnis.

## Liste der reformierten Prediger und Pfarrer von Herbishofen – Theinselberg

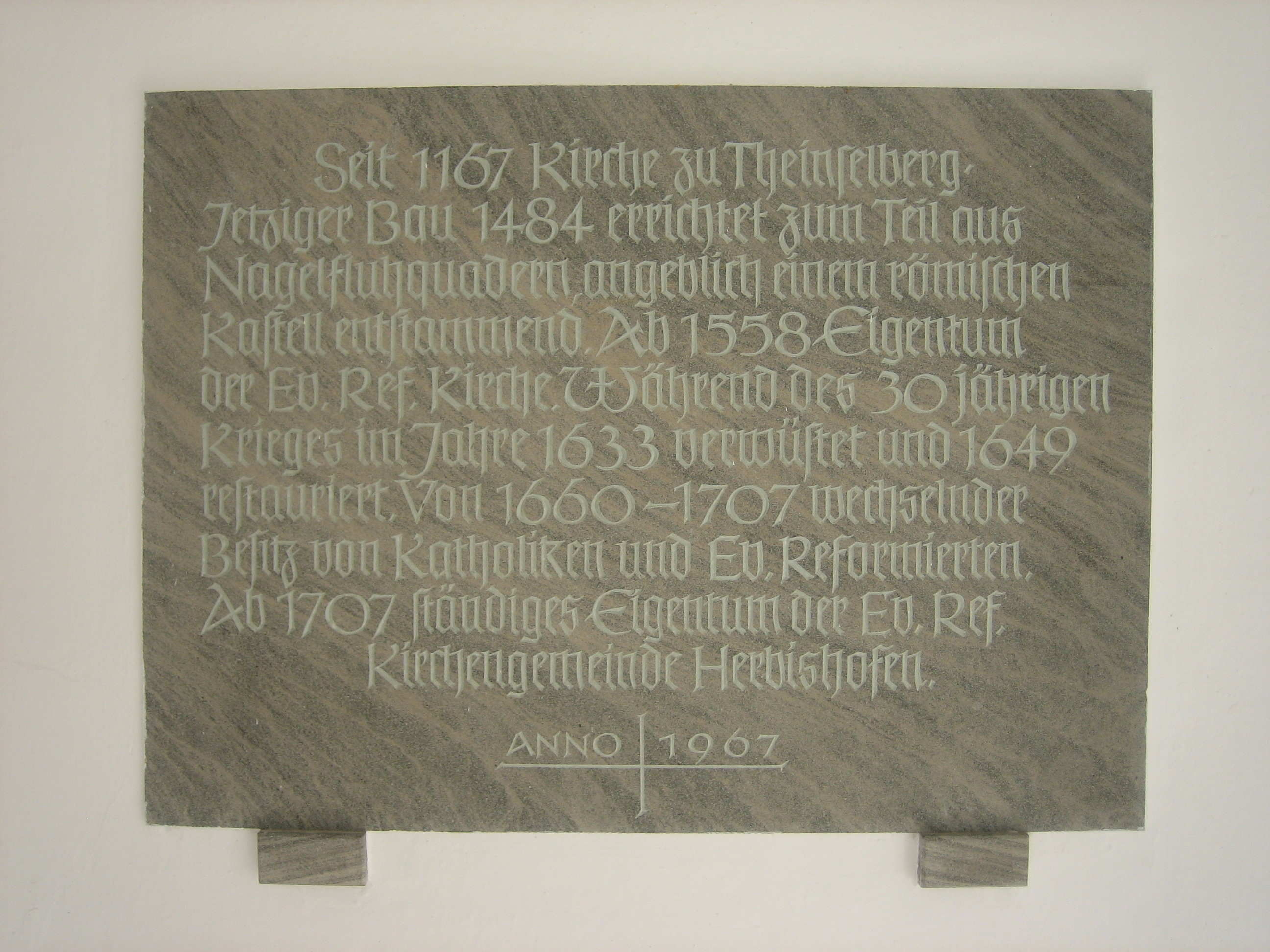
Hinweistafel am Eingang der Ev.-Ref. Pfarrkirche in Theinselberg

| Nr. | von  | bis  | Name                         | Bemerkung |
| --- | ---- | ---- | ---------------------------- | --------- |
| 1   | 1559 |      | Johann Bächlin               | Schweiz   |
| 2   | 1593 | 1600 | Hans Erschel (Erkel)         |           |
| 3   | 1605 | 1651 | Zacharias Preusser           |           |
| 4   | 1651 | 1661 | Hans Rudolf Wiser            |           |
| 5   | 1661 | 1692 | Johannes Wirth               |           |
| 6   | 1692 | 1703 | Johann Jakob Heidegger       |           |
| 7   | 1703 | 1713 | Wilhelm Adam Heiz            |           |
| 8   | 1713 | 1725 | Johann Heinrich Fuesslin     |           |
| 9   | 1725 | 1740 | Hans Kaspar Freudweiler      |           |
| 10  | 1740 | 1751 | Wilhelm Heinrich Hug         |           |
| 11  | 1752 | 1763 | Johann Rudolf Weiß           |           |
| 12  | 1764 | 1778 | Wilhelm Schinz               |           |
| 13  | 1778 | 1797 | (Hans) Heinrich Steinbrüchel |           |
| 14  | 1797 | 1803 | Johann Heinrich Breitinger   |           |
| 15  | 1803 | 1809 | (Hans) Heinrich Steinbrüchel |           |
| 16  | 1810 | 1827 | Lukas Balthasar Caflisch     |           |
| 17  | 1828 | 1849 | Gabriel Schwarz              |           |
| 18  | 1848 | 1851 | Johannes Vogel, Verw.        |           |
| 19  | 1852 | 1871 | Nikolaus Eduard Zollikofer   |           |
| 20  | 1871 | 1886 | Karl Keller                  |           |
| 21  | 1886 | 1889 | Karl Wilhelm Buff            |           |
| 22  | 1889 | 1929 | Heinrich Grob                |           |
| 23  | 1929 | 1939 | Dr. Christian Gahr           |           |
| 24  | 1940 | 1968 | Paul Maschauer               |           |
| 25  | 1968 | 1978 | Helmut Ballis                |           |
| 26  | 1980 | 1982 | Dr. Jan Rohls                |           |
| 27  | 1982 | 1991 | Ernst Wißmann                |           |
| 28  | 1991 | 2023 | Joachim Metten               |           |
| 29  | 2024 |      | Katharina von Kietzell       |           |